# Toader Andrei Gontaru
Toader Andrei Gontaru (n. 7 februarie 1993, Fălticeni) este un canotor român.

## Carieră
A început să practice canotajul la 15 ani, la Clubul Sportiv Școlar Orșova.
Primul rezultat notabil a venit odată cu prima participare la nivel internațional. Echipajul de patru rame fără cârmaci (Vlad Dragoș Aicoboae, Marius Vasile Cozmiuc și Cosmin Răzvan Boguș) a cucerit medalia de aur la Campionatele Mondiale de Juniori din 2010.
Perechea de două rame fără cârmaci Gontaru—Aicoboae a obținut în 2011 o clasare pe cea mai înaltă treaptă a podiumului, în cadrul Campionatelor Mondiale de Juniori de la Eton (Marea Britanie).
Echipajul de 4 rame masculin din care mai făceau parte și George Alexandru Pălămariu, Marius Cozmiuc și Cristi-Ilie Pîrghie a obținut medalia de aur la Campionatele Mondiale U23 de la Linz (Austria).
În 2014, echipajul de patru rame format din Gontaru, Aicoboae, Cozmiuc și Adrian Damii a cucerit medalia de bronz la Campionatele Mondiale U23 desfășurate în Varese (Italia). Același echipaj a obținut locul 3 la Cupa Mondială din 2015, desfășurată la Lucerna (Elveția).
Perechea Gontaru—Aicoboae a mai câștigat o medalie de aur la dublu rame, în cadrul Campionatelor Mondiale U23 din 2015, desfășurate la Plovdiv în Bulgaria.
Echipajul masculin de patru rame fără cârmaci — Constantin Adam, Marius Vasile Cozmiuc, Vlad Dragoș Aicoboae și Toader Andrei Gontaru — s-a calificat la Jocurile Olimpice de vară din 2016 în urma rezultatului înregistrat la Campionatele Mondiale de canotaj academic din 2015 de la Aiguebelette-le-Lac (Franța).

### Palmares competițional
| An                   | Competiție                       | Locație                | Loc                  | Eveniment            | Note                 |
| Reprezentând România | Reprezentând România             | Reprezentând România   | Reprezentând România | Reprezentând România | Reprezentând România |
| -------------------- | -------------------------------- | ---------------------- | -------------------- | -------------------- | -------------------- |
| 2010                 | Campionatele Mondiale de Juniori | Račice, Republica Cehă | 1                    | JM4-                 | 06:08.620            |
| 2011                 | Campionatele Mondiale de Juniori | Eton, Marea Britanie   | 1                    | JM2-                 | 06:50.490            |
| 2013                 | Cupa Mondială                    | Eton, Marea Britanie   | 4                    | M2-                  | 06:33.050            |
| 2013                 | Campionatele Mondiale U23        | Linz, Austria          | 1                    | BM4-                 | 05:58.720            |
| 2014                 | Campionatele Mondiale U23        | Varese, Italia         | 3                    | BM4-                 | 05:57.190            |
| 2015                 | Cupa Mondială                    | Lucerna, Elveția       | 3                    | M4-                  | 05:57.140            |
| 2015                 | Campionatele Mondiale U23        | Plovdiv, Bulgaria      | 1                    | BM2-                 | 06:25.550            |